# Feld Irén
Feld Irén, született Rosenfeld Irén (Budapest, 1880. június 15. – Budapest, 1944. október 19.) magyar színésznő. Feld Zsigmond színházigazgató leánya, Feld Mátyás színész és Föld Aurél újságíró testvére.

## Élete
Feld Zsigmond és Plesch Katalin lánya. Már gyermekként is szerepelt az apja által vezetett Fővárosi Gyermekszínházban. 1898-ban elvégezte a színiakadémiát. 1900-ban fellépett a budapesti Nemzeti Színházban, 1901-ben a Vígszínházban, 1908-ban újra a Nemzeti Színházban (Ibsen: Nóra, címszerep, május 12.; Shakespeare: Othello, Desdemona szerepében, június 11.). Rövid ideig a Magyar Színház tagja volt.
1910-ben Kamarajáték(ok) néven előadássorozatot szervezett és rendezett, előadásain főszerepeket is alakított. Ez valójában irodalmi, kísérleti jellegű színház volt, többé-kevésbé állandó társulattal, amely változó helyszíneken és időpontokban játszott. Az első alkalommal, 1910. február 10-én August Strindberg Júlia kisasszony című drámáját mutatták be az Uránia Színházban. A további előadásokat 1910 novemberétől 1911 márciusáig a Zeneakadémián, 1911 novemberétől 1912 februárjáig a Várszínházban tartották szombaton és vasárnap, az utolsót 1913. október 13-án a Budapesti Színházban. Feld Irén mutatott be magyar színpadon először néhány skandináv: Strindberg- és Ibsen-művet, és ő mutatott be elsőként Csehov-drámát, a Sirályt, bár gyönge szereposztásban.
Az előadások azonban nem vonzottak nagy közönséget, és a sorozatnak vége szakadt. „Feld Irén előnytelen külsejével, színészi és irodalmi ambícióival, tehetségével hiába kopogtatott a Nemzeti Színház és a Vígszínház ajtaján, ez a típus nem illett egyik színház világába sem. Ezért választott olyan műfajt, ahol a külső nem számított, ahol a színjáték nem követelte meg a hivatalos színház konvencióit.”
Önálló szavalóestekkel gyakran fellépett vidéken. Később sokáig gyermekszínházat vezetett: 1926 és 1928 között, majd 1930-tól a Zeneakadémián, 1928-tól 1930-ig pedig fővárosi magánszínházakban. Könyvet írt Szerelmi csirkefogók címmel (Budapest, 1929). 1944-ben származása miatt a nyilas terror áldozata lett.

## Főbb szerepei
- Tóth Ede: A falu rossza – Boriska
- Georges Ohnet: A vasgyáros – Claire
- ifj. Alexandre Dumas: A kaméliás hölgy – Gauthier Margit
- Strindberg: Júlia kisasszony – Júlia
- Ibsen: Rosmersholm – Rebeka.